# Dumitra
Dumitra (en hongrois : Nagydemeter) est une commune du județ de Bistrița-Năsăud en Transylvanie (Roumanie).